# Telekom S-League 2023
La Telekom S-League 2023 è la 13ª edizione della massima serie del campionato di calcio salomonese. Il campionato è iniziato il 29 aprile 2023 e si è concluso il 26 ottobre 2023. La squadra campione in carica è il Solomon Warriors, al suo settimo titolo.
Il campionato è stato vinto nuovamente dal Solomon Warriors, che ha conquistato l'ottavo titolo nazionale.

## Stagione

### Novità
Il Kula FC, ultimo classificato nella stagione 2022-23, è stato retrocesso in seconda divisione. In aggiunta, l'Isabel United, classificato nono, ha cessato le attività e non si è iscritto alla competizione. Al loro posto, sono state promosse dalla seconda divisione il Juniper FC e il SOSA.

### Formula
Il campionato si gioca con un girone all'italiana di sola andata, per un totale di 11 giornate. Al termine di esse, la squadra prima classificata è campione delle Isole Salomone e qualificata alla OFC Champions League 2024 insieme alla seconda classificata. L'ultima classificata viene retrocessa in seconda divisione.

## Squadre partecipanti
| Club             | Città   | Stagione precedente             |
| ---------------- | ------- | ------------------------------- |
| Central Coast    | Honiara | 3° in Telekom S-League 2022-23  |
| Henderson Eels   | Honiara | 4° in Telekom S-League 2022-23  |
| Honiara City     | Honiara | 8° in Telekom S-League 2022-23  |
| Juniper FC       | Honiara | Seconda divisione               |
| Kossa            | Honiara | 2° in Telekom S-League 2022-23  |
| Laugu Utd.       | Honiara | 5° in Telekom S-League 2022-23  |
| Marist           | Honiara | 7° in Telekom S-League 2022-23  |
| Real Kakamora    | Honiara | 11° in Telekom S-League 2022-23 |
| Solomon Warriors | Honiara | Campione delle Isole Salomone   |
| SOSA             | Honiara | Seconda divisione               |
| Southern United  | Honiara | 10° in Telekom S-League 2022-23 |
| Waneagu United   | Honiara | 6° in Telekom S-League 2022-23  |

## Classifica
|                           | Pos. | Squadra          | Pt | G  | V  | N | P  | GF | GS  | DR   |
| ------------------------- | ---- | ---------------- | -- | -- | -- | - | -- | -- | --- | ---- |
| Isole Salomone (bandiera) | 1.   | Solomon Warriors | 48 | 22 | 15 | 2 | 4  | 71 | 18  | +53  |
|                           | 2.   | Central Coast    | 47 | 22 | 14 | 5 | 3  | 51 | 16  | +35  |
|                           | 3.   | Waneagu United   | 47 | 22 | 14 | 5 | 3  | 35 | 16  | +19  |
|                           | 4.   | Honiara City     | 44 | 22 | 13 | 5 | 4  | 45 | 29  | +16  |
|                           | 5.   | Kossa            | 41 | 22 | 12 | 5 | 5  | 53 | 35  | +18  |
|                           | 6.   | Marist           | 31 | 22 | 8  | 7 | 7  | 39 | 25  | +14  |
|                           | 7.   | Laugu Utd.       | 28 | 22 | 8  | 4 | 10 | 26 | 36  | -10  |
|                           | 8.   | SOSA             | 27 | 22 | 7  | 6 | 9  | 32 | 29  | +3   |
|                           | 9.   | Southern United  | 26 | 22 | 8  | 2 | 12 | 40 | 42  | -2   |
|                           | 10.  | Henderson Eels   | 24 | 22 | 7  | 3 | 12 | 36 | 30  | +6   |
|                           | 11.  | Juniper          | 10 | 22 | 3  | 1 | 18 | 32 | 82  | -50  |
|                           | 12.  | Real Kakamora    | 0  | 22 | 0  | 0 | 22 | 14 | 116 | -102 |

Legenda:
      Campione delle Isole Salomone e ammessa alla OFC Champions League 2024.
      Ammessa alla OFC Champions League 2024.
 Retrocessione diretta.